# João Pedro
João Pedro Geraldino dos Santos Galvão, född 9 mars 1992 i Ipatinga, Minas Gerais, Brasilien, är en brasiliansk-italiensk fotbollsspelare som spelar för Hull City. Han har även representerat Italiens landslag.

## Karriär
Den 26 september 2024 värvades João Pedro av Championship-klubben Hull City, där han skrev på ett ettårskontrakt med option på ytterligare ett år.